# DD戦車
DD戦車（DDせんしゃ、Duplex Drive tanks）とは、第二次世界大戦中に開発された水陸両用戦車のこと。DDはDuplex Drive（複合駆動）の略であるが、しばしばドナルドダック戦車 (Donald Duck tanks) と渾名される。この呼称は特に、1944年のノルマンディー上陸作戦緒戦にて連合軍が用いたM4中戦車をさす場合に使われることが多い。
これ以前にも、水陸両用の無限軌道車両LVTが1942年から43年にかけ太平洋戦争でのソロモン諸島の戦いで、DUKWが1943年のハスキー作戦でそれぞれ投入され、フォード製ジープの浮航可能型が1944年に登場、またソ連では1930年代に水陸両用豆戦車が開発されるなどしていたが、浮航可能な「中」戦車であるDD戦車はこれらとは異なる独特な設計上の問題を抱えていた。
DD戦車は、海岸線に上陸する歩兵部隊の第一波が支援の戦車無しでは敵の攻撃に対し極めて脆弱であることから着想された。とはいえ、支援用の戦車を上陸用舟艇で運搬すれば、戦車自体が舟艇もろともドイツ軍の火砲の恰好の標的になってしまうことが考えられた。このとき大量の上陸用舟艇が失われれば、沖に控える艦船からの増援部隊の輸送が鈍り、上陸作戦そのものの失敗に繋がる恐れがあった。戦車そのものに浮航能力を付与すれば、戦車は海岸から数マイル離れた地点で上陸用舟艇から下ろせばそこから自力で海岸に到達でき、舟艇の大量損失を防げると考えられた。
DD戦車は上陸作戦を支援するべく投入されたホバーツ・ファニーズ (Hobart's Funnies) として知られる一連の特殊戦闘車両の一つである。これらは主に既存の戦闘車両を改造し、地雷処理や架橋といった、本来とは異なる能力を与えた車両である。これらを大々的に用いたのはイギリス軍とカナダ軍であったが、シャーマンDDのみノルマンディー上陸作戦中、アメリカ軍によって使用された。

## 開発
水陸両用戦車は第一次世界大戦中に発明され、ちょうど大戦が終結した1918年11月にはイギリス軍のMark IX戦車の浮航可能型が試験されていた。開発は戦間期にも続けられた。このころの浮航型水陸両用戦車は大まかに二つの種類に分類できた。
- 自然の浮力を利用したもの（これらは一般に戦力として使い物にならないほど小さいか、もしくは大きすぎて実用性を欠いた）
- 通常の戦車に浮航用の装備を取り付けたもの（こちらは上陸用舟艇に載せるには大きすぎた）

1941年、英国にてハンガリー出身の技術者であるニコラス・ストラウスラーが防水生地を用いた折りたたみ式の防水スクリーン型の浮きを考案し、旧来の水陸両用戦車が直面していた問題を解決した。これにより戦車の体積を極端に増加させることなく浮航能力を付与することが可能となったが、浮航できるのは穏やかな水面でのみであった。
初めにこの浮きはMk.VIIテトラーク軽戦車に実験的に取り付けられ、1941年6月にはロンドン北部のブレント貯水池（Brent Reservoir）にてアラン・ブルック将軍立ち会いのもと最初の試験が行われた。奇妙にも、同地は23年前Mark IX戦車の浮航型がテストされた場所でもあった。テトラーク軽戦車を用いた海上試験はポーツマス港のヘイリング島周辺で行われ、満足な結果が得られたため、バレンタイン歩兵戦車をベースとした生産型DD戦車の開発許可が下りた。

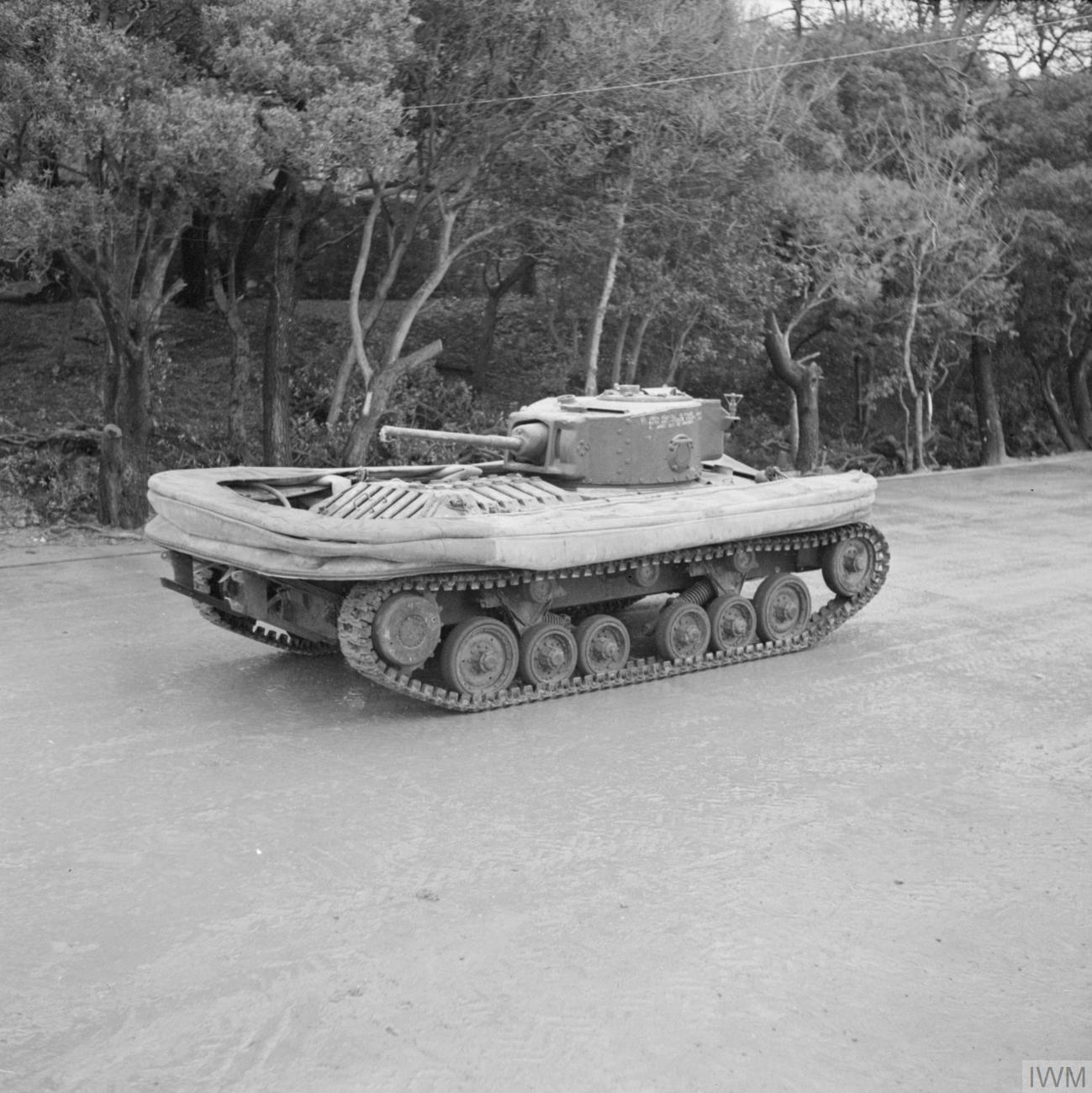
バレンタインDD。スクリーンは未展開。砲塔を後方に向けていることがわかる。

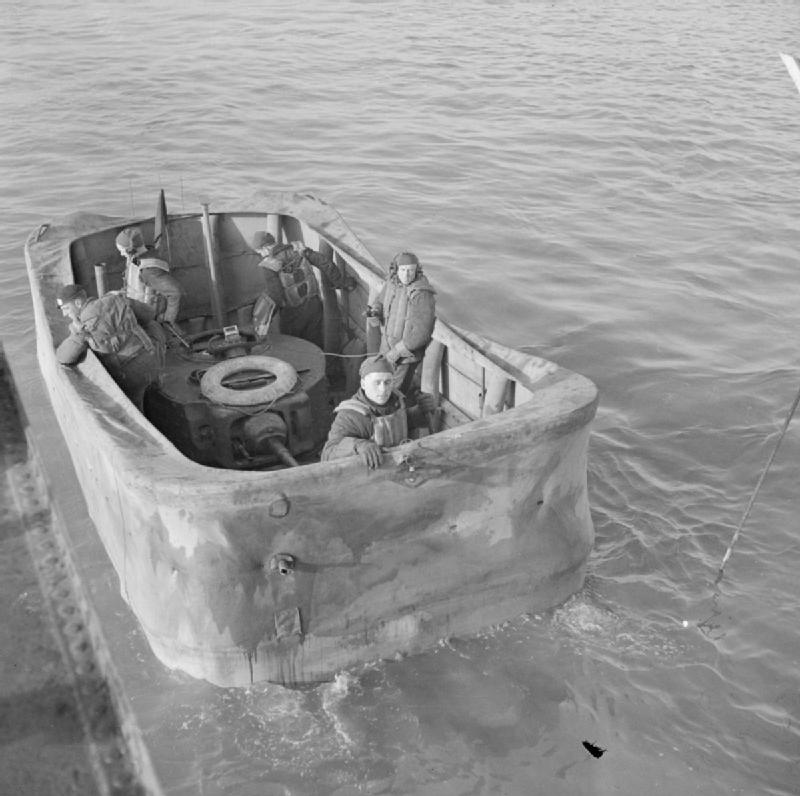
スクリーンを展開し、海中に進出しているバレンタインDD

多少の損害を被りながらも、アメリカ軍、イギリス軍、そしてカナダ軍のDD戦車搭乗員の多くがこのバレンタイン歩兵戦車のDDで予行訓練を行った。
1944年までには、バレンタイン歩兵戦車よりM4中戦車の方がこの浮航装置を装着するのに適しているということが明らかとなった。特に、M4中戦車ならば陸地に近づいたとき即座に射撃できるよう戦車砲を前に向けたまま浮航できることが大きかった。また、バレンタイン歩兵戦車は古く、設計も劣っていた。M4中戦車のDD戦車化にあたって、車体下部のシーリング、プロペラ駆動装置、車体を一周するストラウスラー式防水スクリーンとそれの膨張装置の追加といった改造が行われた。
防水布製のスクリーン型浮航装置は戦車の車体に溶接された金属フレームに取り付けられていた。スクリーンは水平方向は金属の輪で、垂直方向は36本のゴムチューブでそれぞれ支えられていた。このゴムチューブを圧縮空気ボンベを利用した装置で膨張させることによりスクリーンを堅固なものとした。スクリーンは15分で膨張でき、海岸に到着次第迅速にしぼませることができた。戦闘中、浮航装置は消耗品とみなされ、状況が許す限り早急に搭乗員が車体から取り外し、破棄することを想定していた。
推進力は後部に装着された1対のプロペラから供給された。M4中戦車の場合、変速機の形状の為ギアボックスからプロペラ用のドライブシャフトを直に伸ばすことができなかった。この解決策として戦車の後部にスプロケットを装着したので、プロペラへの動力は戦車の履帯から供給されることとなった。DD戦車の航行速度は最大4ノット（7km/h）であった。
浮航時には指揮官と操縦士が操舵できるようになっていた。操縦士は水圧式の操舵装置を通じてプロペラを旋回できた。砲塔のバスケットに立つ指揮官はスカートを通して視界を確保でき、こちらは大きなかじの柄を使って操舵した。
浮航装置はクロムウェル巡航戦車やチャーチル歩兵戦車のDD戦車化も考慮して設計されていたが、結局これらが完成することはなかった。また、火炎放射器を装備したユニバーサルキャリアに浮航能力を付与した車両もテストされたが、こちらは結局火炎放射器装備のDDシャーマン中戦車となった。これは火炎放射戦車チャーチル・クロコダイルと同様に装甲化された燃料トレーラーを牽引するもので、このトレーラーにも空気で膨張させるタイプの浮航装置が取り付けられていた。
戦争終結後、センチュリオンにDD戦車同様のスクリーン型浮航装置とDDを付与したものが試作された。1950年代の終わりには、主力戦車の重量増大に伴って実用的な浮航が不可能となったため、DD戦車の開発は部分的に終息した。1960年代末にもDD戦車と類似の装置でセンチュリオン戦車を浮航可能にする実験が行われたが、このとき用いられた装置はDD戦車のものと異なり、折りたたみできる布製のスクリーンではなく硬いパネルが使われていた。

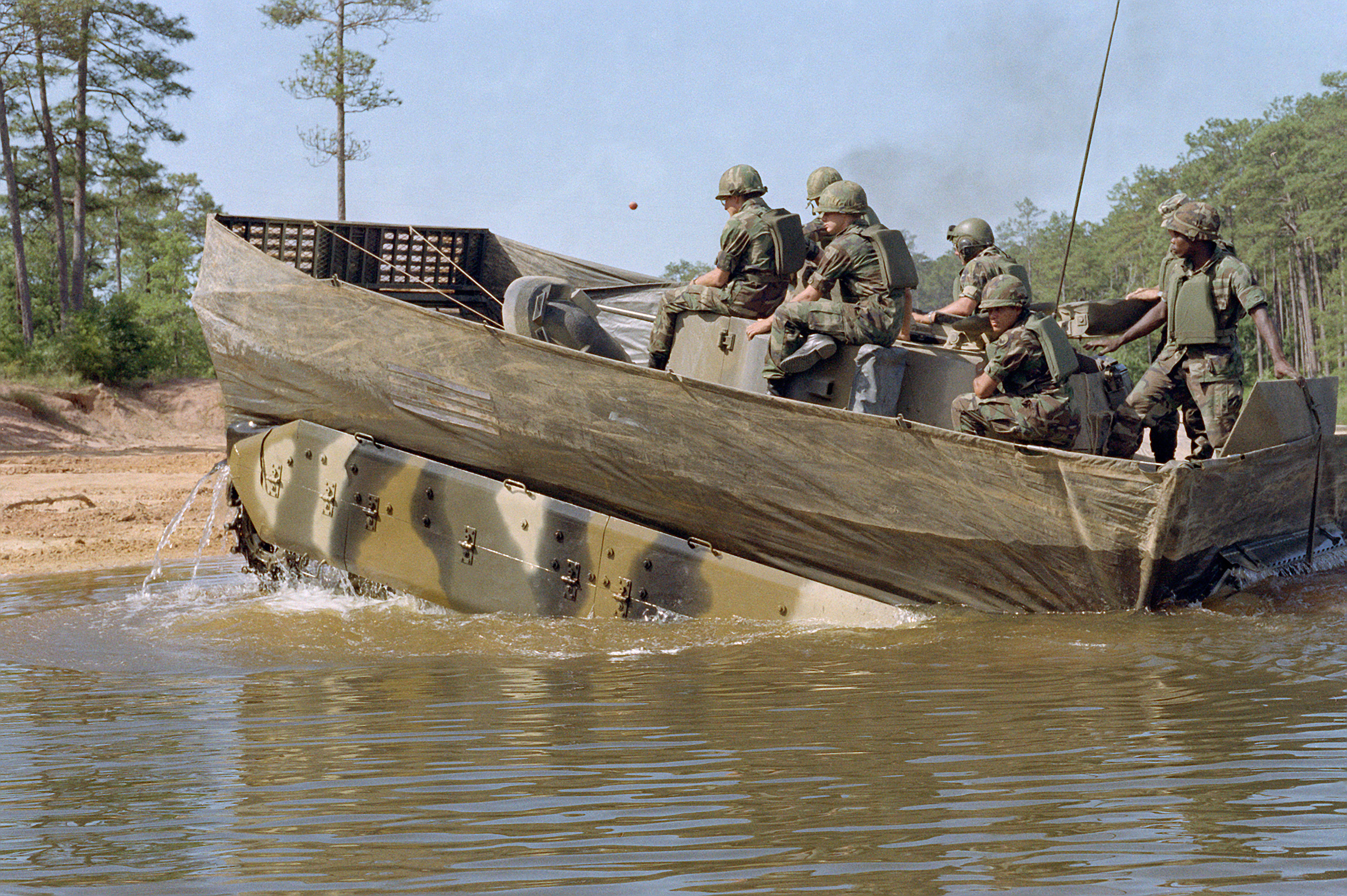
水から上がるM2ブラッドレー。スクリーンは装備しているがDDは未装備である。

より軽量な車両をスクリーンによって水陸両用にすることは1980年代まで続けられたが、これらはDD戦車式の駆動装置は持たなかった。プロペラを装備する代わりに水上での推進力にも陸上走行用の駆動輪（例えば履帯など）を用いたのである。これに該当する車両としては、スウェーデン軍のStrv.103、アメリカ軍のM551軽戦車、イギリス軍のFV432装甲兵員輸送車、フェレット Mk 5装甲車や初期型のM2ブラッドレー歩兵戦闘車などがあげられる。この中で現役なのはFV432とブラッドレー歩兵戦闘車のみであるが、現在これらにおいてもスクリーン型浮航装置は廃止されている。

## 戦歴

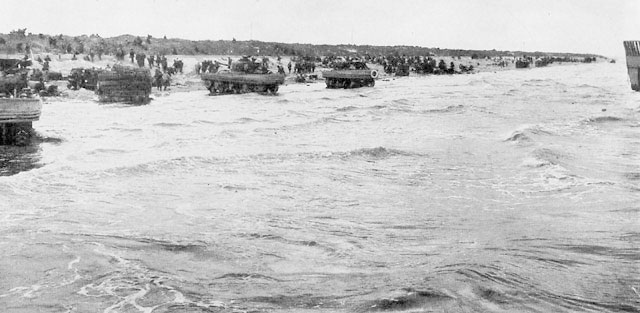
ユタ・ビーチにおけるDD戦車

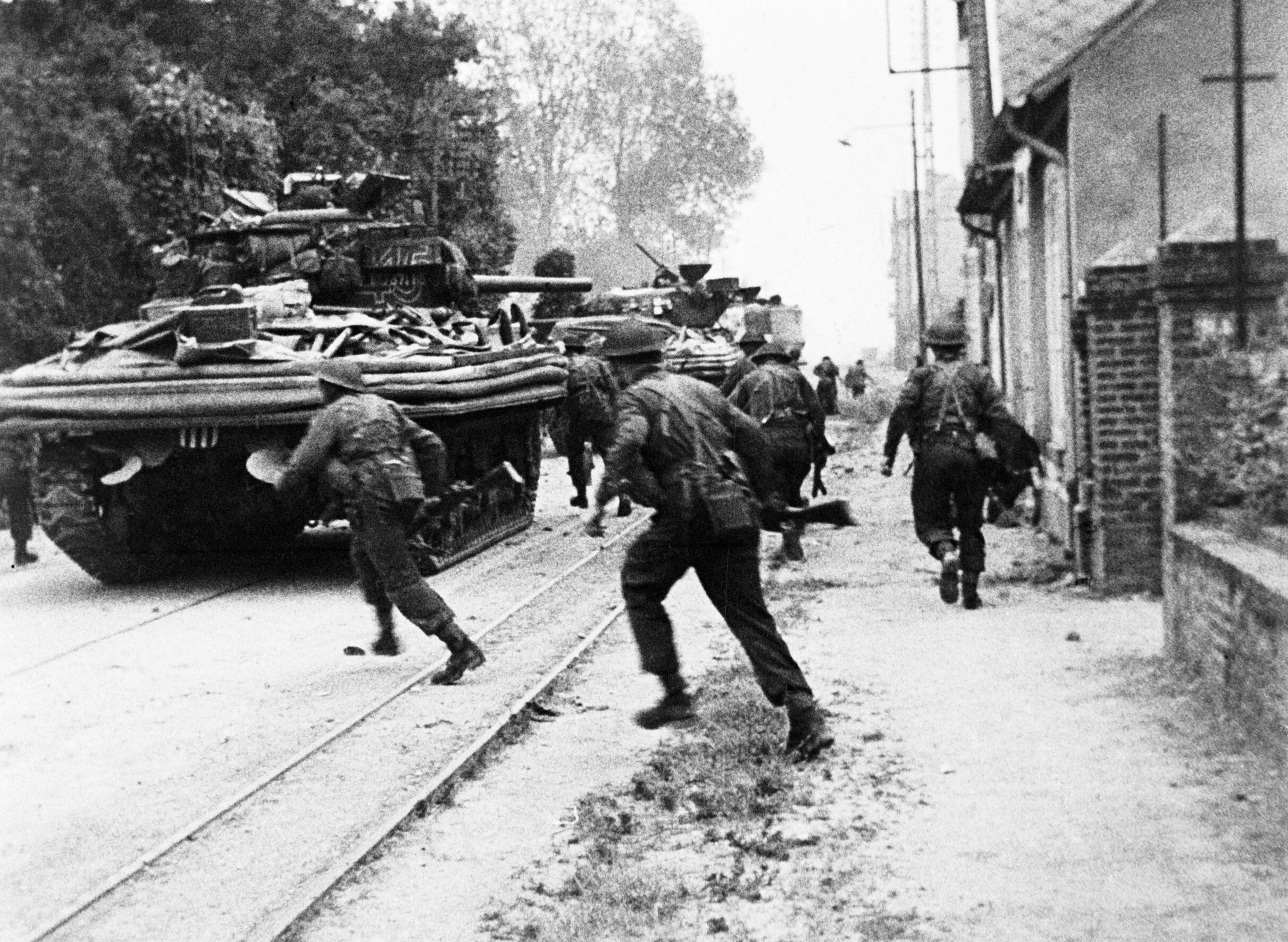
フランスにて英軍の戦闘を支援するDD戦車

DD戦車が主に投入されたのはノルマンディー上陸作戦である。このほかにも1944年8月15日に行われたフランス南部への侵攻作戦、ドラグーン作戦にも投入された。また1945年3月23日のライン渡河作戦（Operation Plunder）にもイギリス軍が少数ではあるが投入した。

### ノルマンディー上陸作戦
ノルマンディー上陸作戦に向けてイギリス軍、カナダ軍、アメリカ軍の十の戦車大隊にDDシャーマンが配備された。これらは戦車上陸用舟艇（LCT）により運搬された。この舟艇は通常9両のシャーマン中戦車を積載できたが、DD戦車はかさが増していたため、これより少ない台数しか積めなかった。イギリス、カナダのLCTは5台のDDシャーマンを積載できた一方、アメリカ軍のLCTは120フィートと短かったため4台しか積載できなかった。
DD戦車は2マイル沖で海上に下ろされ、海岸まで浮航し、戦車を迎撃する準備をしていないドイツ軍陣地を制圧することが期待されていた。実際の戦闘におけるDD戦車の戦果は成否様々であるが、特にオマハ・ビーチでの大失態がよく知られている。

#### ソード・ビーチ
作戦区域の最東端に位置するソード・ビーチに侵攻したイギリス軍が投入したDD戦車は、海面が穏やかであったため順調に稼働した。DD戦車は岸から2.5マイル（4km）離れた位置で海上に下ろされた。一隻のLCTで先頭の戦車のスクリーンが破損した為に、このLCTに積載されていた5両が発進できなかったが、これらは後々直接海岸に上陸した。また一両のDD戦車がLCTに激突され沈没した。

#### ゴールド・ビーチ
ゴールド・ビーチではソード・ビーチより海が荒れていた。イギリス軍Sherwood Rangers YeomanryによるDD戦車投入は遅れ、結局岸から700ヤード（600m）の地点から発進した。上陸までに8両の戦車が失われ、残りが上陸した頃には地雷処理戦車シャーマン・クラブが標的のドイツ軍の火砲・機関銃陣地を粉砕した後であった。また海面の状況により英軍4th/7th Royal Dragoon GuardsのDD戦車は浅瀬から発進し、そこからスクリーンを展開し走行した為、波浪の影響を受けずに済んだ。いくつかの海岸区域ではドイツ軍の対戦車砲により大きな損失が生じたが、最終的に作戦は成功した。

#### ジュノー・ビーチ
ジュノー・ビーチに侵攻したカナダ軍では第10カナダ機甲連隊(フォート・ガリー・ホース)と第6カナダ機甲連隊(第1フッサーズ)がそれぞれDD戦車を装備していたが、発進できたのは第1フッサーズのもののみであった。これらはビーチ西端のカナダ軍第七旅団に割り当てられていた。海岸より4000ヤード（3600m）、或いは800ヤード（700m）の距離から発進したDD戦車は、29両のうち21両が上陸に成功した。ビーチ東端の第8旅団は海が荒れていたためDD戦車なしでの上陸を敢行、第一波は大損害を出したものの、残りの部隊によって順調に侵攻できた。

#### ユタ・ビーチ
ユタ・ビーチにおいては第70戦車大隊がDD戦車を使用した。4両のDD戦車がドイツ軍の砲撃によってLCTもろとも失われたが 、残りは15分遅れで海岸より1000ヤード（900m）の地点から発進した。28両中27両が上陸に成功したが、強力な煙幕により混乱が生じ、目標地点から2000ヤード（1800m)も離れた地点に上陸したため、ドイツ軍の反攻はほとんどなかった。

#### オマハ・ビーチ
オマハ・ビーチでは沖から投入したDD戦車の大半が失われ、オマハ・ビーチにおける高い死傷率と侵攻の遅れに繋がった。
オマハ・ビーチでは第一波として、第741戦車大隊と第743戦車大隊の各56両、計112両の戦車が投入された。各大隊は32両のDDシャーマンと24両の他のタイプのシャーマンを装備していた（障害物を除去する為のシャーマン・ブルドーザー多数など）。0540頃より第741戦車大隊は29両のDDシャーマンを発進させたが、そのうち27両が沈没してしまい、海岸に辿り着けたのは僅かに2両のみであった。沈没した戦車の搭乗員の幾人かは無線機を復旧させ、後続部隊に遠距離からの発進を中止するよう警告した。第741戦車大隊の残りと第743戦車大隊の全てのDD戦車（浜辺で砲撃により撃沈されたLCT一隻に積載されていた4両を除く）は海岸に直接上陸し、0640頃に発進した。
DD戦車は高さ1フィート（0.3m）の波に耐えられるよう設計されていたが、実際のオマハ・ビーチの波は高さ6フィート（2m）もあった。これはDD戦車が試験されていた状況よりも悪く、多くの戦車が浸水してしまった。また、第741戦車大隊の戦車が発進した地点は岸から3マイル（5km）もあり、あまりに遠すぎた。35トンもある改造戦車独特の操舵の難しさを考えれば、搭乗員の奮闘は称賛に値するといえる。搭乗員は5分間稼働する緊急用呼吸装置を装備しており、戦車本体にも空気で膨張させる救命筏が装備されていた。いくつかの文献はこうした救命装備は無効だったと主張しているが、これは生還者の証言と矛盾している。沈没したDD戦車の搭乗員は、主に16th RCT (Regimental Combat Team)の上陸用舟艇によって大半が救助された。沈没によって死亡した搭乗員は5名であった。

### ドラグーン作戦
1944年8月15日、ドラグーン作戦の上陸が行われた。侵攻はトゥーロン＝カンヌ間で行われた。
アメリカ軍では第191、753、756の各戦車大隊によって計36両のDD戦車が使用された。第756大隊は8両の戦車を岸から2500ヤード（2000m）の地点から発進させ、1両が上陸用舟艇の船首波によって浸水したほか、1両が海中の障害物と激突して沈没した。第191大隊は12両の戦車を投入、すべてが上陸または海岸への接近に成功した。第753大隊は16両の戦車を投入し、8両が海上から発進して上陸に成功、残り8両が遅れて直接上陸した。

## 代替手段：潜水渡渉方式

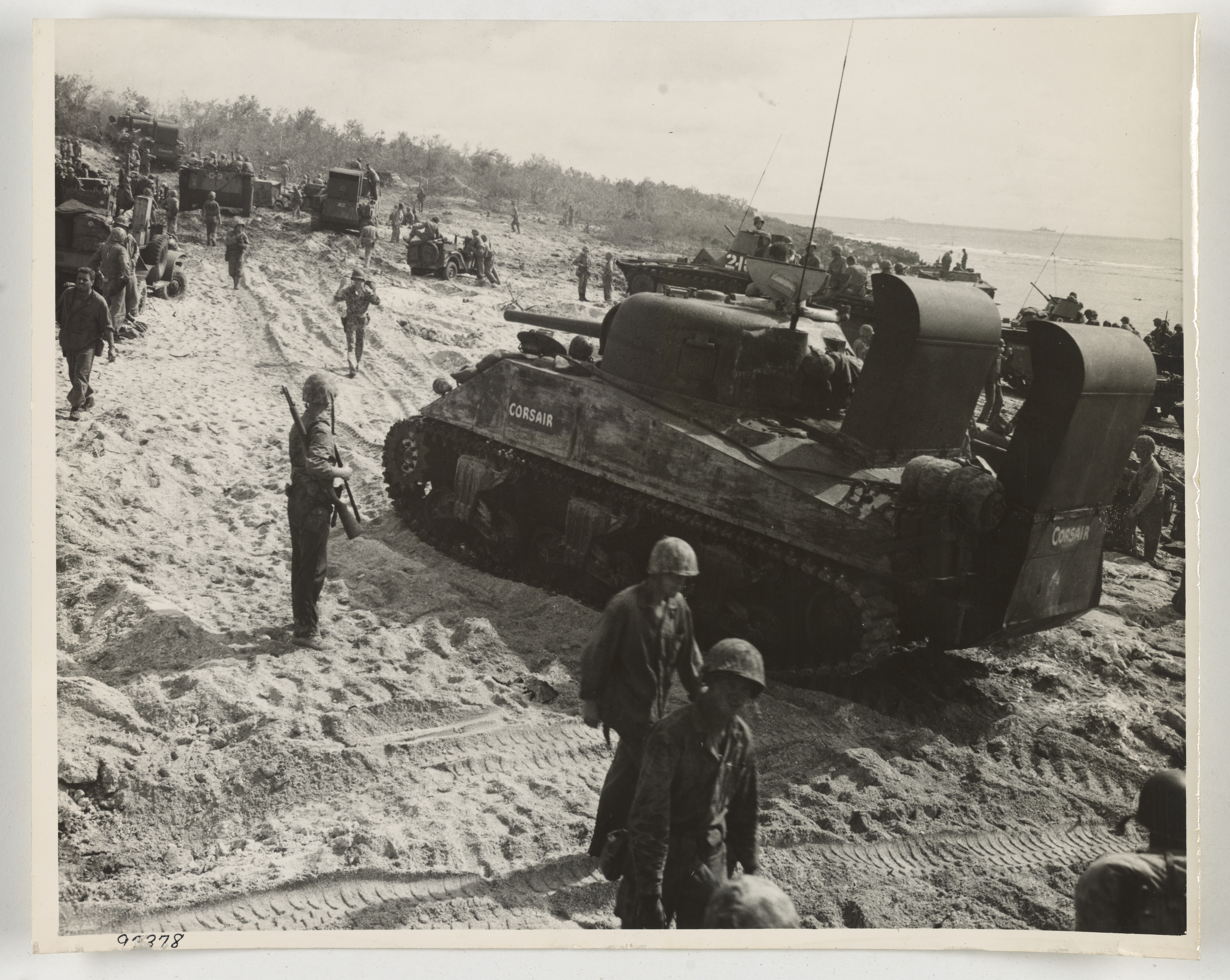
テニアンにて潜水渡渉装置を装着したシャーマン。

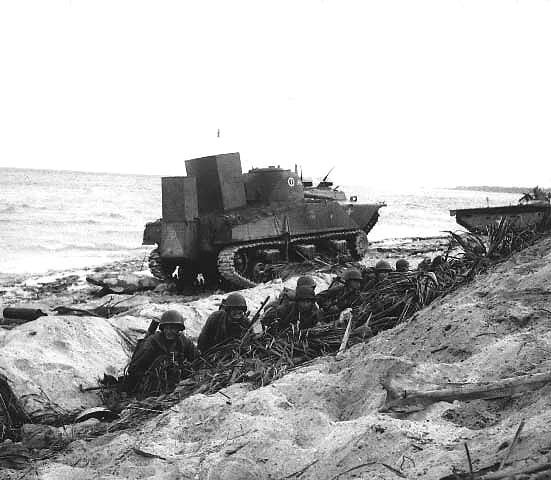
クェゼリンの戦いにて、海岸で待機中の潜水徒歩装置を装着したシャーマンとLVTアムトラック

シャーマン戦車の潜水渡渉装置は1944年、太平洋戦争のクェゼリンの戦いにて投入された。
潜水渡渉方式はDD方式同様、上陸用舟艇が海岸から離れた海上から戦車を発進させることを可能とする装備であったが、こちらは浮航するのではなく海底の水中を走行した。1942年にはディエップの戦いに潜水渡渉型のチャーチル歩兵戦車が投入された ほか、ノルマンディー上陸作戦にも潜水渡渉型戦車が投入されていた。
連合軍戦車は車体と吸排気口を防水仕様にされ、浅瀬からの上陸を可能にしていた。エンジンデッキから砲塔の上部まで、常に水面より上に出るよう高さのある延長ダクトが伸ばされ、前方のダクトはエンジンの吸気用、後方のダクトは排気用に割り当てられた。この装備は多くの水陸両用車両、特に軽戦車や駆逐戦車に多く見られた。また米軍は同様の装置をトラックやジープにも採用した。

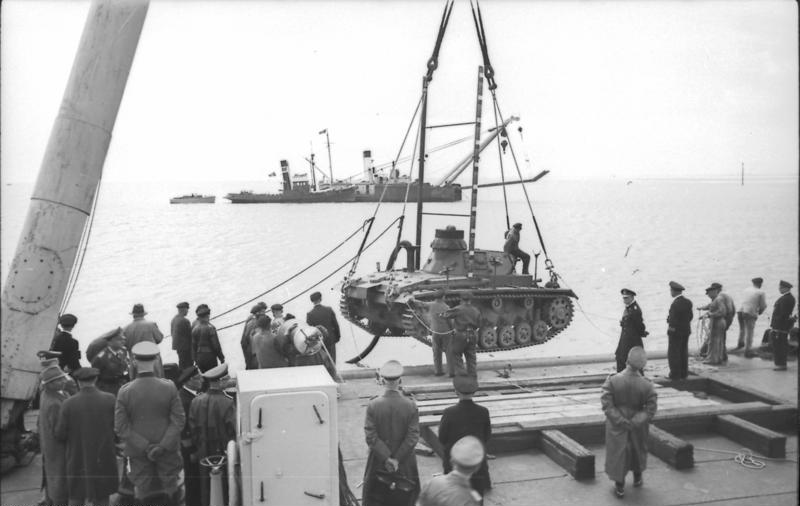
試験中のTauchpanzer III。

ドイツ軍もアシカ作戦立案中にシャーマンDDと同じく水辺の戦闘で歩兵を支援する目的の戦車を開発している。これはTauchpanzer IIIと呼ばれるIII号戦車を改造した車両で、シャーマンDD同様、岸から数マイルのところで上陸用舟艇から発進させるものであった。一方でTauchpanzer IIIはDD戦車と異なり海底を走行した。防水仕様の戦車に、ゴム管でエンジンと乗員に空気を供給する装置を組み合わせることで、最大15mの潜水を可能にした本車は、潜水渡渉型戦車の優れた手本となった。
現在では多くの車両がこれらと類似した装置を用いている。

## 現存するDD戦車

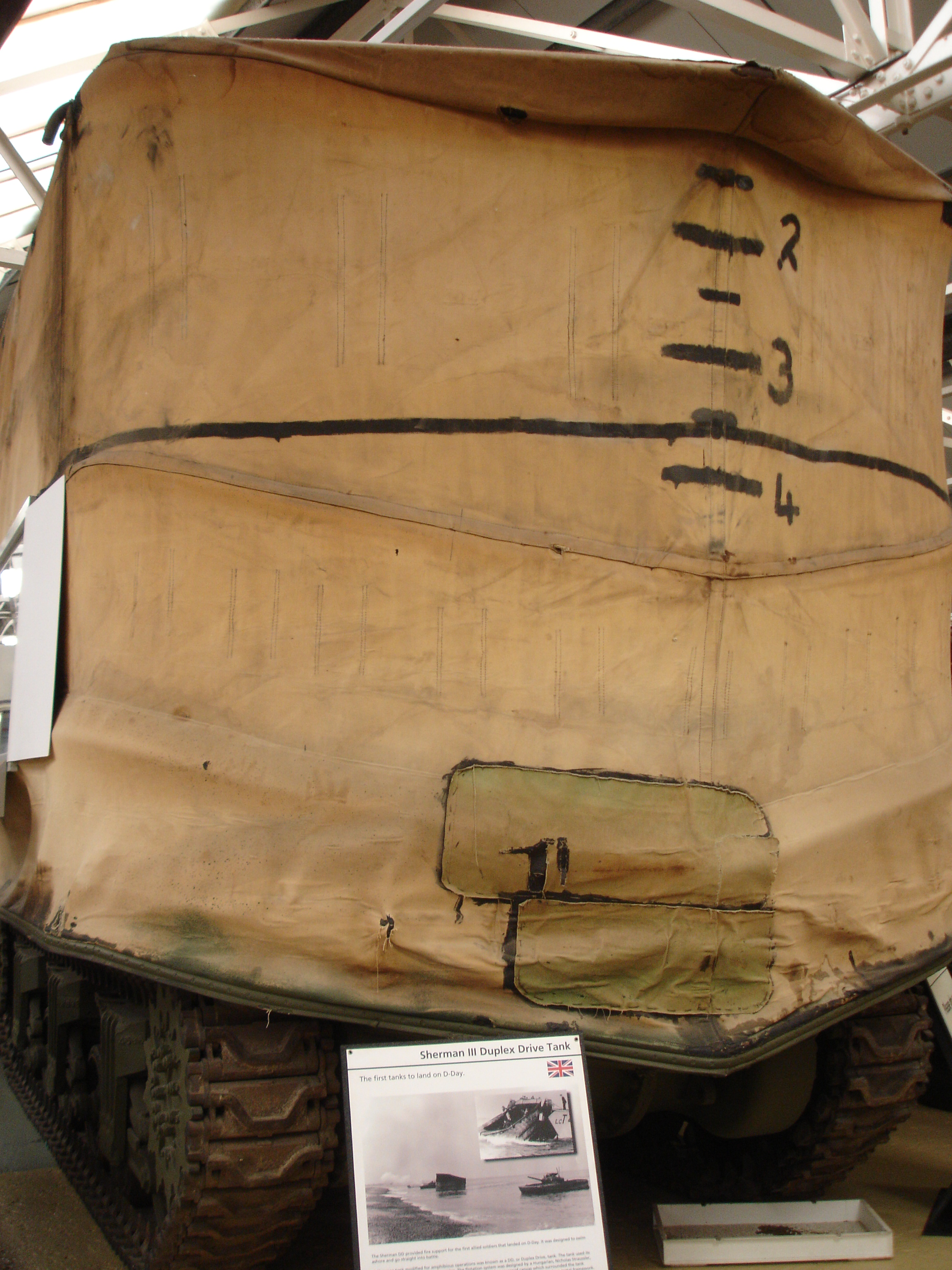
ボーヴィントン戦車博物館に展示されているDD戦車。スクリーンも残っている。

### DDバレンタイン
1両の個人所有のDDバレンタインがイギリス・ウルヴァーハンプトンにて動態保存されている。また訓練中に沈没した8両がマレー湾に存在すると考えられ、そのうちの発見された2両が観光名物となっている。
更に2両がドーセットのスウォニッジ湾3.5マイルの地点で、水深15mの海底に100mの間隔を開けて沈んでいる。

### DDシャーマン
イギリスのボービントン戦車博物館にて1両のDDシャーマンが浮航用スクリーンも無傷なまま動態保存されている。
ノルマンディー上陸作戦で失われた3両のDDシャーマンが1970年代に引き上げられ、2両のM4A1がノルマンディーの私設博物館the Musée des Épaves Sous-Marine du Débarquement（侵攻時の水中残骸博物館）に展示されている。
またそれら引き上げられた戦車のうち1両が、同時に回収された様々な装備品とともに、アメリカ・ウエストバージニアに本拠を持つOverlord Research, LLCに購入された。Overlord Research, LLCは大戦中の軍事装備をアメリカにて一般展示するために購入・修復しており、他にもLCVP2両を購入している。Overlord Research, LLCのオーナーはDD戦車もアメリカに移送し、可能ならばニューオリンズのD-Day博物館などのような場所で一般に向け展示したいとする意向を示している。しかしながらDD戦車送還の詳細や最終的な保管場所などはまだOverlord Research, LLCにて検討中である。Overlord Research, LLCが所持しているDD戦車は長年海中に没していたものであり、Overlord社は戦車がオマハ・ビーチに接近する際損なわれたことを明示する戦車の現状を保存することが、戦車を修復を試みるよりも歴史的に重要な外観を保存することに繋がるのではないかとみている。
1971年に引き上げられたM4A4がフランス・Courseulles-sur-Merにてモニュメントとして展示されている。
2000年にアメリカ海軍がイタリア・サレルノ近郊で引き上げようとして失敗したDD戦車が1両存在したが、2002年5月18日に最終的に引き上げに成功し、現在は修復の上ラティーナ近郊のthe Piana delle Orme museumで展示されている。
イギリス・デヴォンの沿岸で失われたシャーマン戦車1両が漂流物収集家ケン・スモールの尽力により1980年代に引き上げられた。この車両は現在Torcrossの村にて1944年4月8日の侵攻予行演習、タイガー演習にてEボートの攻撃により戦死した兵士の慰霊碑の一部として展示されている。この車両にはプロペラを接続する為の独特なギアが車体後方に備わっているため、DD戦車であることがわかる。スクリーンを固定するための金属フレームは錆のため失われているが、フレームを固定していた跡はまだ車体全体に見ることができる。
M4A2E8 HVSS DD戦車1両がアメリカ・アバディーンのアメリカ陸軍兵器博物館にて"Mile of Tanks"というコーナーに展示されていたが、Aberdeen Proving Ground storage yardsという倉庫に収納されている。
またDD戦車1両がフランス・ソミュール戦車博物館にも展示されているが、この車両は後期型のシャーマン戦車にしか見られない76mm砲を装備するなど砲塔が付け替えられている模様である。